# مارسیو ایوانیلدو دا سیلوا
مارسیو ایوانیلدو دا سیلوا (به پرتغالی: Márcio Ivanildo da Silva) هافبک اهل برزیل است که در شهر Petrolândia و در تاریخ ۲۵ مارس ۱۹۸۱ به دنیا آمده‌است.
مارسیو ایوانیلدو دا سیلوا در تیم‌های فوتبال São Caetano سابقهٔ حضور دارد.